# Václav František Bambas
Václav František Bambas (5. října 1822, Černošice u Prahy – 16. ledna 1904, Smíchov) byl český filolog, překladatel proticírkevní literatury. Proslul tlumočením tzv. krvavých historických románů a knih ze zákulisí panovnických dvorů. Svá vlastní mnohasvazková díla uváděl často jako překlady anonymních autorů. Psal články do České včely (1846-), Hlasu (1864) a Pražských poštovských novin (1864).